# Chiridopsis
Chiridopsis là một chi bọ cánh cứng trong họ Chrysomelidae.
Chi này được Spaeth miêu tả khoa học năm 1922.

## Các loài
Các loài trong chi này gồm:
- Chiridopsis atricollis Borowiec, 2005
- Chiridopsis aubei (Boheman, 1855)
- Chiridopsis defecta Medvedev & Eroshkina, 1988
- Chiridopsis ghatei Borowiec & Swietojanska, 2000
- Chiridopsis levis Borowiec, 2005
- Chiridopsis maculata Borowiec, 2005
- Chiridopsis marginepunctata Borowiec, 2005
- Chiridopsis nigropunctata Borowiec & Ghate, 1999
- Chiridopsis nigroreticulata Borowiec, 2005
- Chiridopsis nigrosepta (Fairmaire, 1891)
- Chiridopsis rubromaculata Borowiec, Ranade, Rane & Ghate, 2001